# Relaciones Francia-Noruega

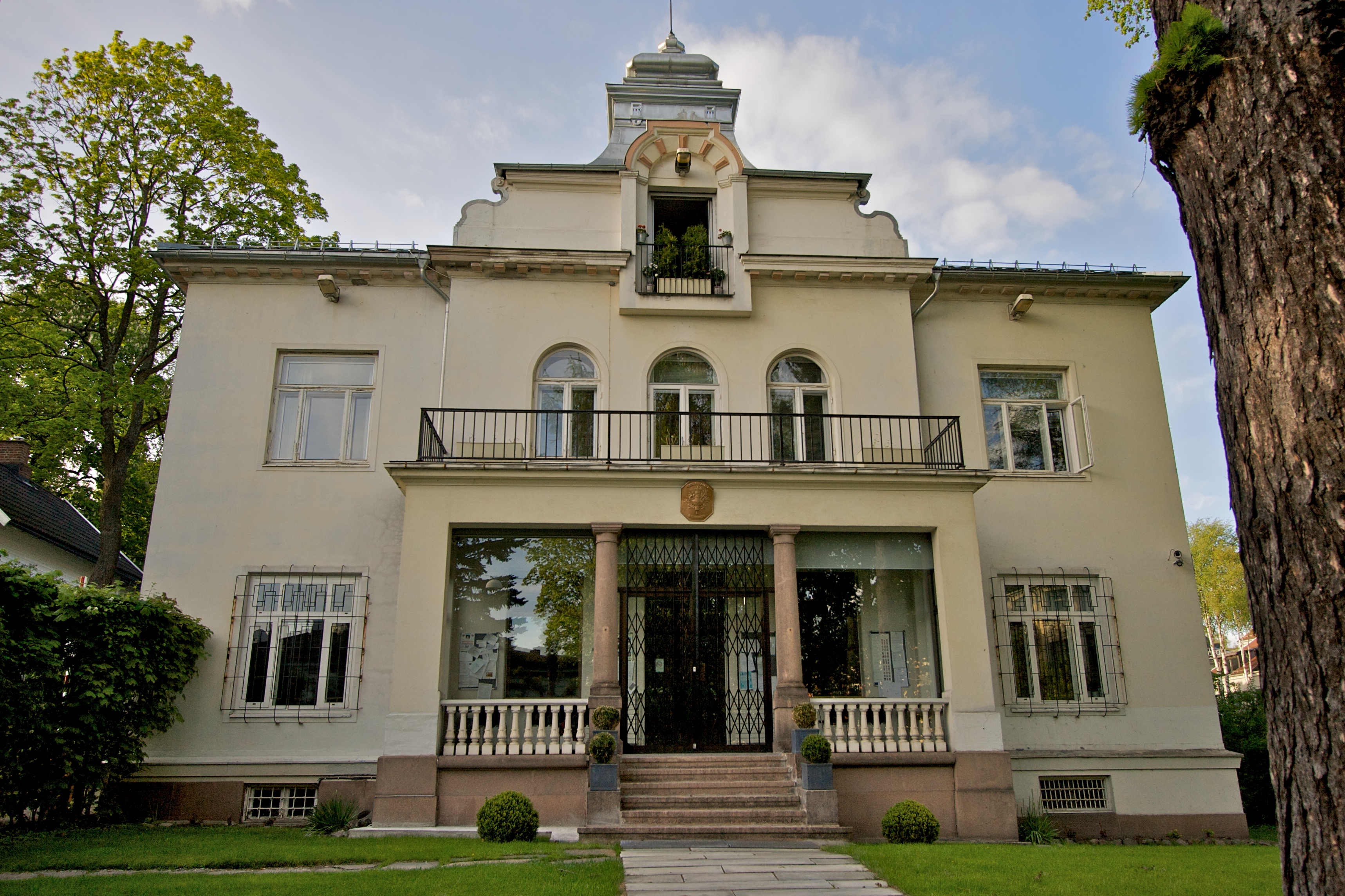
La embajada francesa en Oslo, Noruega

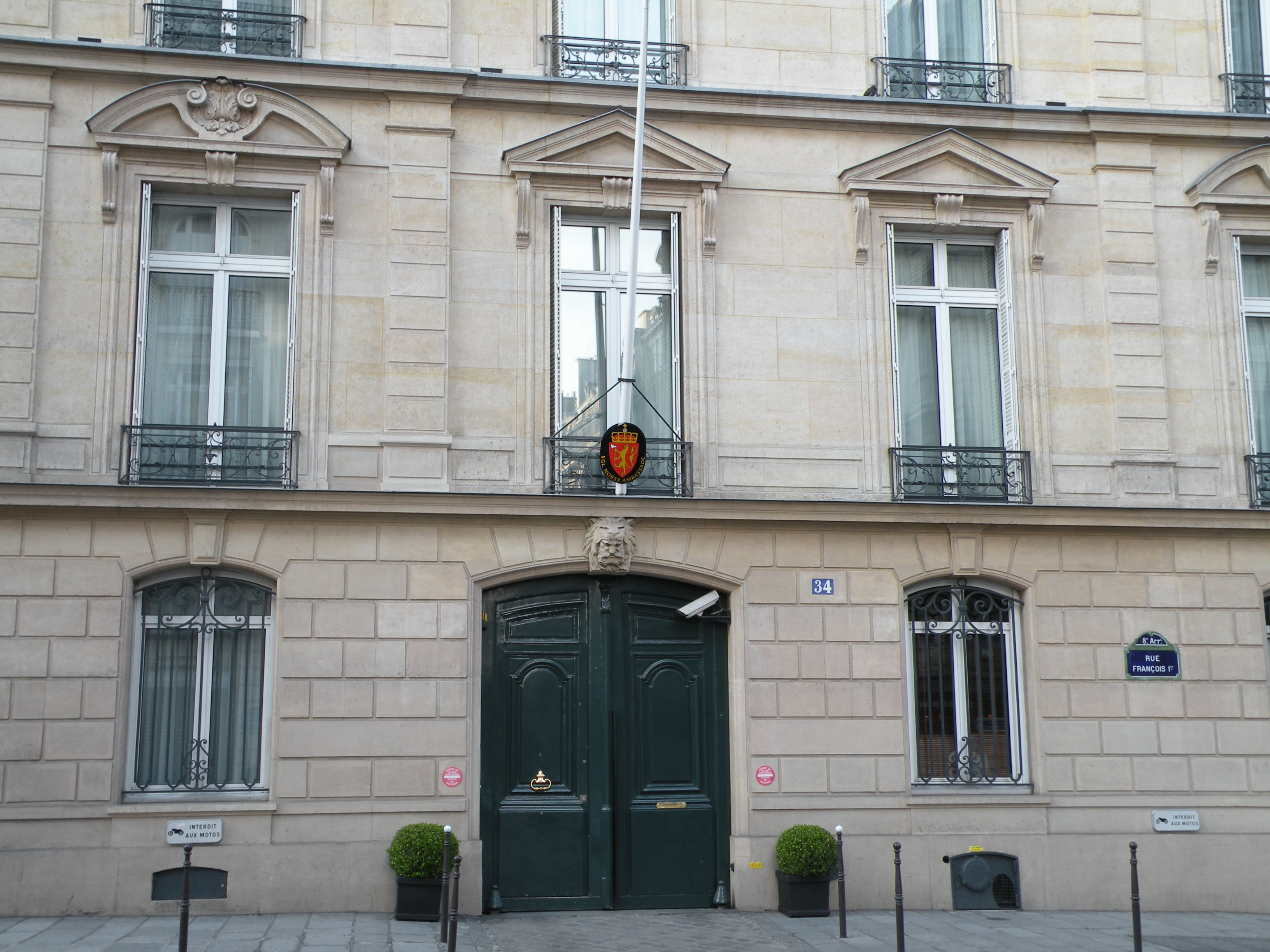
La residencia del Embajador noruego en París, Francia

Las Relaciones Francia-Noruega son relaciones exteriores entre Francia y Noruega.
Ambos países establecieron relaciones diplomáticas en 1905, después de la independencia de Noruega. Francia tiene una embajada en Oslo. Noruega tiene una embajada en París.
Ambos países son miembros de pleno derecho de la OTAN y del Consejo de Europa. Hay alrededor de 2.000 noruegos que viven en Francia y alrededor de 3.571 franceses que viven en Noruega.
Ambas naciones tienen reclamaciones territoriales en la Antártida y se reconocen mutuamente, así como las del Reino Unido, Nueva Zelanda y Australia.

## Educación
Hay dos escuelas internacionales francesas en Noruega:
- Lycée Français René Cassin d'Oslo
- Lycée Français de Stavanger